# Kabahıdır, Çınar
Kabahıdır là một xã thuộc huyện Çınar, tỉnh Diyarbakır, Thổ Nhĩ Kỳ.